# فليجنده بانزر فاوست
فليجن دي بانزا فاوست، الذي يعني «بازوكا طائرة» (حرفيا "Flying Armour Fist") باللغة الألمانية، كان مشروعً للرايخ الثالث لإنتاج طائرة اعتراضية قصيرة المدى الذي صممته لوفت شوبغاوغ زيبلين.
كان مشروع Fliegende Panzerfaust جزءًا من مفهوم ڤوندرڤافه القائم على الدعاية النازية («سلاح عجيب»). تم اقتراحه لبرنامج مقاتلة الطوارئ ضد القصف الاستراتيجي للحلفاء على ألمانيا النازية في السنوات الأخيرة من الحرب العالمية الثانية.

## وصف
كان Fliegende Panzerfaust تصميمً طائرة تعمل بالقوة الصاروخية يلبي الطلب على طائرة منخفضة التكلفة للقيام بدور طائرة اعتراضية قصير المدى.
تم إطلاق هذه الطائرة المبنية من قبل زيبيلن عند الوصول إلى ارتفاع قتالي فوق أسطول القاذفات المعادية. قبل فترة وجيزة من الاتصال بالمدى القتالي أدناها، فإنها ستشعل محركات الصواريخ الستة ذات الوقود الصلب، مهاجمة القاذفة المستهدفة بإطلاق صاروخين جو جو أر زي 65 من عيار 73 ملم صواريخ جو جو من مسافة قريبة للغاية.
نظرًا لأنه بعد استخدام وقود الصاروخ، فإن مركز جاذبية الطائرة سيتغير بشكل كبير مما يجعل من الصعب التعامل مع الطائرة، فإن النصف الأمامي من Fliegende Panzerfaust - الذي كان الطيار يرقد في وضع عرضي في قمرة القيادة - سوف ينقسم بعد ذلك من النصف الآخر. سيهبط كلا الجزئين بشكل منفصل مع مظلات، يتم استعادتها لاحقًا وإعادة استخدامها. نظرًا للمخاطر الشديدة التي يتعرض لها الطيار اثناء في تشغيلها، يشار إلى هذه الطائرة أحيانًا باسم سلاح انتحاري.

## قائمة المراجع
- Manfred Griehl & Joachim Dressel, Die Deutschen Raketenflugzeuge 1935-1945: Die Entwicklung einer umwalzenden Technik, Weltbild, (ردمك 3613012766)